# Peripatidae
Peripatidae zijn een familie van fluweelwormen (Onychophora). De wetenschappelijke naam van de familie voor het eerst geldig gepubliceerd door Evans in 1901.

## Taxonomie
De volgende geslachten zijn bij de familie ingedeeld:
- Geslacht  † Cretoperipatus (Engel & Grimaldi, 2002)
- Geslacht Eoperipatus (Evans, 1901)[1]
- Geslacht Epiperipatus (Clark, 1913)
- Geslacht Heteroperipatus (Zilch, 1954)
- Geslacht Macroperipatus (Clark, 1913)
- Geslacht Mesoperipatus (Evans, 1901)[1]
- Geslacht Oroperipatus (Cockerell, 1908)
- Geslacht Peripatus (Guilding, 1826)[2]
- Geslacht Plicatoperipatus (Clark, 1913)
- Geslacht Principapillatus (Oliveira et al., 2013)
- Geslacht Speleoperipatus (Peck, 1975)
- Geslacht Typhloperipatus (Kemp, 1913)